# Građanin Kane
Građanin Kane (eng. Citizen Kane) je film  Orsona Wellesa iz 1941. Priča prati život i karijeru Charlesa Fostera Kanea, čovjeka čija je karijera u izdavačkom svijetu počela kao idealistička društvena djelatnost, ali se postupno pretvorila u nemilosrdnu potjeru za moći pod svaku cijenu. Prepričana većinom kroz prisjećanja, priča se otkriva kroz istraživanje novinskog reportera koji pokušava otkriti misteriju koja se krije iza magnatove posljednje riječi, "pupoljak".
Građanin Kane smatra se jednim od najinovativnijih djela u povijesti filma. Američki filmski institut proglasio ga je 2007. najboljim američkim filmom svih vremena.
Glavni junak filma, Kane, stvoren je prema uzoru na novinskog magnata  Williama Randolpha Hearsta. Od premijere, film se nije spominjao u Hearstovim novinama.

## Glumci
| Glumac            | Uloga                     |
| ----------------- | ------------------------- |
| Orson Welles      | Charles Foster Kane       |
| William Alland    | Jerry Thompson            |
| Georgia Backus    | Bertha Anderson           |
| Fortunio Bonanova | Signor Matiste            |
| Ray Collins       | Jim W. Gettys             |
| Dorothy Comingore | Susan Alexander Kane      |
| Joseph Cotten     | Jedediah Leland           |
| George Coulouris  | Walter Parks Thatcher     |
| Agnes Moorehead   | Mary Kane                 |
| Erskine Sanford   | Herbert Carter            |
| Gus Schilling     | Glavni konobar            |
| Harry Shannon     | Kaneov otac               |
| Everett Sloane    | G. Bernstein              |
| Paul Stewart      | Raymond                   |
| Buddy Swan        | Mladi Charles Foster Kane |
| Ruth Warrick      | Emily Monroe Norton Kane  |
| Philip Van Zandt  | G. Rawlston               |

## Sinopsis
Medijski magnat Charles Foster Kane (Orson Welles) na samrti izgovara riječ "pupoljak". Posmrtni dokumenti u novinama opisuju događaje u njegovom javnom životu. Urednik dnevnika naloži reporteru, Thompsonu (William Alland) da razotkrije Kaneov privatni život i osobnost, posebno da otkrije značenje koje se krije iza njegove zadnje riječi. Reporter intervjuira mnoge njegove prijatelje i suradnike, a priča o Kaneu se razotkriva u seriji prisjećanja.
Thompson prvo prilazi Kaneovoj drugoj ženi, Susan Alexander (Dorothy Comingore), koja mu odbija išta reći. Thompson tada odlazi knjižnicu g. Thatchera (George Coulouris). Thompson ondje saznaje o Kaneovom djetinjstvu. U prvom flashbacku, Kane je kao dijete prisiljen napustiti svoju voljenu majku (Agnes Moorehead) nakon što je postao iznimno bogat te biva poslan da živi s bankarom, g. Thatcherom, unatoč bojazni svog oca.
Druge scene iz prošlosti prikazuju kako Kane ulazi u novinski biznis i njegovu potragu za profitom s niskokvalitetnim "žutim novinarstvom". Preuzima kontrolu nad novinama i unajmljuje najbolje svjetske novinare (koje uzima od rivala Inquirera, The Chroniclea). Bilježe se njegovi pokušaji da poveća moć, uključujući njegov brak s predsjednikovom nećakinjom i njegovu kampanju za ured guvernera. Skandal "ljubavno gnijezdo" uništava i njegov brak i političke aspiracije. Kane se ponovno ženi, ali njegova dominantna osobnost uništava njegove odnose i udaljava ga od voljenih osoba.
Unatoč brojnim Thompsonovim intervjuima s ljudima iz Kaneova života, on ne uspijeva riješiti misteriju; zaključuje kako će "Pupoljak" ostati enigma. Međutim, kamera prelazi preko radnika koji spaljuju neke Kaneove osobne stvari. Jedan baca stare saonice, s riječju "Pupoljak" na njima, u vatru; iste one saonice koje je Kane vozio kao dijete na dan kad ga je majka poslala tutoru. Nakon toga se prikazuje dimnjak iz kojeg izlazi crni dim. Za gledatelja ovo rješava zagonetku što je to "Pupoljak".
Film završava onako kako je i počeo, s natpisom "Zabranjen neovlašten ulaz". Posljednji kadar prikazuje slovo "K" na vrhu željezne ograde.

## Pregled
Građanin Kane izazvao je bezbroj interpretacija tijekom proteklih desetljeća. U knjizi Orson Welles: Hello Americans, Simon Callow tvrdi da se Građanin Kane ne bi trebao shvatiti samo kao fikcionalno nego i kao post-fikcionalno djelo: djelo koje privlači publiku da gleda samu sebe dok gleda film. U recenziji iz 1941., Jorge Luis Borges nazvao je Građanina Kanea "metafizičkom detektivskom pričom" u kojoj je "... (njegov) predmet (psihologijski i alegorijski) istraga čovjekove unutrašnjosti, preko djela koje je napravio, riječi koje je izrekao, mnogih života koje je uništio..." Borges je naglasio da "Neodoljivo, beskrajno, Orson Welles prikazuje fragmente života čovjeka, Charlesa Fostera Kanea, i poziva nas da ih spojimo i da ga rekonstruiramo." Kao i, "Film vrvi raznolikostima i nepodudarnostima: prve scene prikazuju blago koje Kane nagomilava; u jednoj od posljednjih, usamljena žena u raskoši, ali s patnjom u licu, sastavlja slagalicu na podu palače koja je u isto vrijeme muzej." Borges ističe: "Na kraju shvaćamo da fragmenti ne tvore jedan sklad: omrznuti Charles Foster Kane je utvara, kaos pojava."
Film kombinira revolucionarnu fotografiju s Oscarom nagrađenim scenarijom (koji su napisali Welles i Henry J. Mankiewicz), i postavu glumaca filmskih debitanata.

## Teme
Novinareva misija traženja značenja Kaneove posljednje riječi vodi ga tome da na kraju zaključuje da se čovjekov život ne može rezimirati u jednoj riječi. Dok skuplja dijelove slagalice, shvaća da je "pupoljak" "dio koji nedostaje" u njegovom životu. Film se sastoji od fragmenata Kaneova života, prikazanih u nekronološkom redoslijedu, tako da ih gledatelj može posložiti.
Nakon što ga je napustila druga žena, Kane počinje uništavati njezinu sobu. Zgrabi snježnu kuglu i, kad ju je mislio baciti, ugleda kako u njoj padaju pahuljice snijega, nakon čega promrmlja "Pupoljak" - još jednu uspomenu na događaj.
Druga tema razložena u filmu je limitiranost moći i novca. Iako je Kane nevjerojatno bogat i moćan, ne uspijeva iskoristiti to bogatstvo i moć kako bi pobijedio na izborima za guvernera, promovirati svoju drugu ženu, Susan, kao opernu zvijezdu, ili zadobiti ljubav i odanost onih koji ga okružuju. Na kraju je prikazan kao usamljeni starac, zatvoren u Xanadu, ukrašenu palaču koju je izgradio kako bi zadovoljio svoj ego. Njegove skupocjene stvari ne mogu zamijeniti emocionalni gubitak koji je pretrpio u svom životu.
Druge manje zastupljene teme su rad medija (stvaranje dnevnika, vođenje novina), prevrtljivost vremena (prikazana u raznim uspomenama likova, kao i nemogućnost da se pobjegne od prošlosti) i sjaj i bijeda američkog sna.